# Manor (Texas)
Manor is een plaats (city) in de Amerikaanse staat Texas, en valt bestuurlijk gezien onder Travis County.

## Demografie
Bij de volkstelling in 2000 werd het aantal inwoners vastgesteld op 1204.
In 2006 is het aantal inwoners door het United States Census Bureau geschat op 2657, een stijging van 1453 (120,7%).

## Geografie
Volgens het United States Census Bureau beslaat de plaats een oppervlakte van
3,0 km², geheel bestaande uit land. Manor ligt op ongeveer 162 m boven zeeniveau.

## Plaatsen in de nabije omgeving
De onderstaande figuur toont nabijgelegen plaatsen in een straal van 20 km rond Manor.